# Palliduphantes ericaeus
Palliduphantes ericaeus là một loài nhện trong họ Linyphiidae.
Loài này thuộc chi Palliduphantes. Palliduphantes ericaeus được John Blackwall miêu tả năm 1853.